# John Dye
John Carroll Dye (ur. 31 stycznia 1963 w Amory, zm. 10 stycznia 2011 w San Francisco) – amerykański aktor telewizyjny i filmowy.

## Życiorys

### Wczesne lata
Przyszedł na świat w Amory w Missisipi  w pobożnej rodzinie metodystów jako najstarszy z trzech synów producenta mebli Jima Dye i Lynn. Miał dwójkę młodszych braci – Jameya i Jerre'a, który został także aktorem. W wieku lat dziecięcych jego ulubionym filmem był Jonny Quest i Czarnoksiężnik z Krainy Oz na podstawie książki L. Franka Bauma. Kiedy uczęszczał do Jr. High school, myślał o zawodzie architekta. W college'u był zapalonym fanem piłki nożnej. 

### Kariera
Swoją przygodę na kinowym ekranie zapoczątkował w komediach – Stworzenie jakości (Making the Grade, 1984), Nowoczesne dziewczyny (Modern Girls, 1986) u boku Virginii Madsen i Daphne Zunigi oraz Student roku (Campus Man, 1987) z Morgan Fairchild jako student uniwersytetu w Arizonie, który zasłynął tworząc uniwersytecki kalendarz z aktami mężczyzn. 
Sławę przyniosła mu telewizyjna kreacja anioła Andrew w serialu CBS Dotyk anioła (Touched by an Angel, 1994-2003) z Dellą Reese i Romą Downey.
Zmarł 10 stycznia 2011 w San Francisco w wieku 47 lat z powodu niewydolności serca.

## Wybrana filmografia
- 1984: Stworzenie jakości (Making the Grade) jako Skip
- 1986: Nowoczesne dziewczyny (Modern Girls) jako Mark
- 1987: Student roku (Campus Man) jako Todd Barrett
- 1989: Najlepsi z najlepszych jako Virgil Keller
- 1988: Napisała: Morderstwo jako Andy Broom
- 1994: Hotel Malibu jako Jack Mayfield
- 1994: Napisała: Morderstwo jako Ray Stinson
- 1994-2003: Dotyk anioła (Touched by an Angel) jako anioł Andrew
- 1996-98: Podróż do Ziemi Obiecanej jako Andrew
- 2007: Pięść wojownika jako oficer I.A.